# Języki Białorusi
Językami urzędowymi na Białorusi są: język białoruski i język rosyjski, o czym wspomina się w art. 17. konstytucji Białorusi. Konstytucja gwarantuje także ochronę dziedzictwa kulturalnego wszystkim mniejszościom etnicznym, włączając w to ich języki.
Na Białorusi w powszechnym użyciu dominuje język rosyjski (używany przez ok. 70% ludności). Także ok. 70% Białorusinów posługuje się w domu językiem rosyjskim. Ukraińcy i Żydzi także posługują się głównie tym językiem. Język białoruski jest najpopularniejszy wśród Polaków, którym posługuje się 41% z nich. Reszta z reguły posługuje się językiem rosyjskim. Tylko 1% Polaków posługuje się językiem polskim.
Na co dzień, wielu Białorusinów, zwłaszcza na terytoriach wiejskich, posługuje się tzw. "trasianką", czyli językiem mieszanym pomiędzy językiem białoruskim a językiem rosyjskim.
| Narodowość  | Ludność w tys. osób | Język białoruski | Język rosyjski |
| ----------- | ------------------- | ---------------- | -------------- |
| Całość      | 9504                | 23,4             | 70,2           |
| Białorusini | 7957                | 26,1             | 69,8           |
| Rosjanie    | 785                 | 2,1              | 96,5           |
| Polacy      | 295                 | 40,9             | 50,9           |
| Ukraińcy    | 159                 | 6,1              | 88,4           |
| Żydzi       | 13                  | 2,0              | 95,9           |